# Gnathia bengalensis
Gnathia bengalensis is een pissebed uit de familie Gnathiidae. De wetenschappelijke naam van de soort is voor het eerst geldig gepubliceerd in 1993 door Kumari, Hanumantha Rao & Shyamasundari.